# コレガ

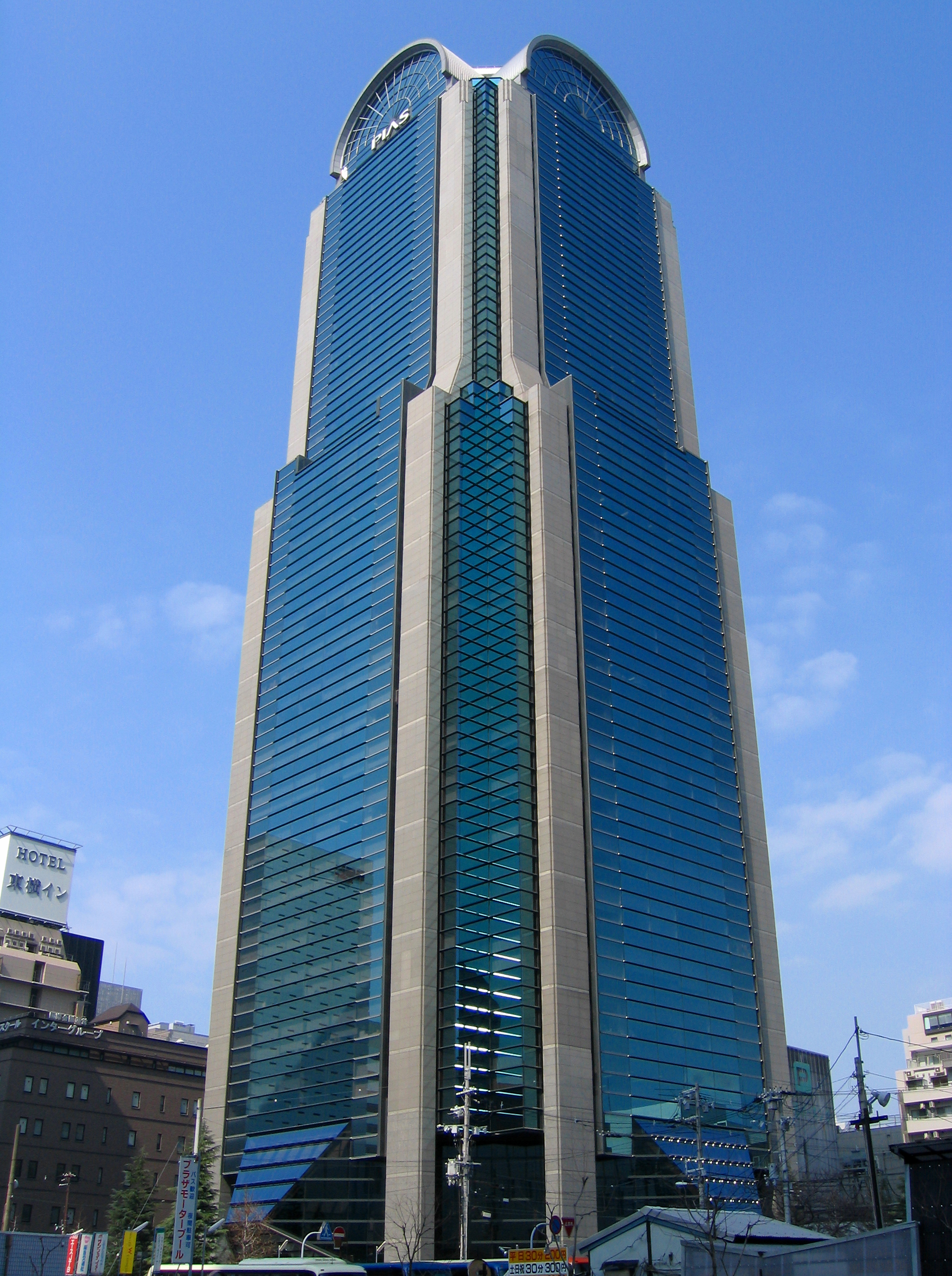
コレガ事業部 関西営業所が入居していたピアスタワー

コレガ（英文社名：Corega Inc.）は、横浜市港北区に本社を置くコンシューマ・小規模オフィス向けネットワーク機器、PC周辺機器の開発、販売を行うアライドテレシスホールディングス株式会社の事業子会社。
旧法人は 2009年7月1日、法人向けネットワーク機器の製造、販売を行うグループ会社のアライドテレシス株式会社に吸収合併され、コレガ事業部になった。現法人は 2014年1月6日、コレガ事業部を分社化し設立された。

## 沿革
- 1996年8月 - アライドテレシスの100%出資子会社として設立。資本金1,000万円。
- 1998年4月 - 大阪に営業所を開設
- 1999年
  - 8月 - 資本金5,000万円に増資
  - 9月 - 秋葉原に営業所を開設
- 2000年
  - 1月 - 名古屋に営業所を開設
  - 3月 - 福岡に営業所を開設
  - 7月 - 米国にCorega of America,Inc.を設立
  - 12月 - 広島に営業所を開設
- 2001年
  - 1月 - BCN AWARD HUB部門で最優秀賞受賞
  - 12月 - 中間持株会社としてコレガホールディングス設立、その傘下となる
- 2002年1月 - スイスにcorega International SAを設立。台湾に可瑞加科技股分有限公司を設立
- 2003年1月 - BCN AWARD ルータ部門で最優秀賞受賞
- 2006年
  - 1月 - BCN AWARD KVM切替器部門で最優秀賞受賞
  - 12月 - 環境マネジメントシステムISO 14001を本社にて認証取得
- 2007年
  - 1月 - BCN AWARD KVM切替器部門で2年連続最優秀賞受賞
  - 10月 - ブロードバンドルータ WLBARシリーズ、BARシリーズが2007年度グッドデザイン賞（商品部門）受賞
- 2008年1月 - BCN AWARD KVM切替器部門で3年連続最優秀賞受賞
- 2009年
  - 1月 - アライドテレシスグループ再編の準備段階として、コレガホールディングスをコレガに吸収合併
  - 7月 - アライドテレシスに吸収合併され、アライドテレシス株式会社コレガ事業部となる[2]
- 2011年5月 - 台湾 可瑞加科技股分有限公司を閉鎖
- 2014年1月 - 株式会社コレガ設立。資本金5,000万円。
- 2021年2月25日 - コレガの独立したWEBサイトを廃止し、アライドテレシス Webサイト内へ統合[3]
- 2024年7月1日 - アライドテレシスに合併し、解散[4]。